# Enicospilus oswaldi
Enicospilus oswaldi là một loài tò vò trong họ Ichneumonidae.